# جيم سايمور (واثب حواجز)
جيم سايمور (بالإنجليزية: Jim Seymour)‏ هو واثب حواجز ‏ أمريكي، ولد في 27 يوليو 1949 في فريسنو في الولايات المتحدة.

## وصلات خارجية
- جيم سايمور على موقع الاتحاد الدولي لألعاب القوى (الإنجليزية)
- جيم سايمور على موقع أوليمبيديا (الإنجليزية)